# Shannonomyia (Roraimomyia) permonstrata
Shannonomyia (Roraimomyia) permonstrata is een tweevleugelige uit de familie steltmuggen (Limoniidae). De soort komt voor in het Neotropisch gebied.